# Салбыкский курган

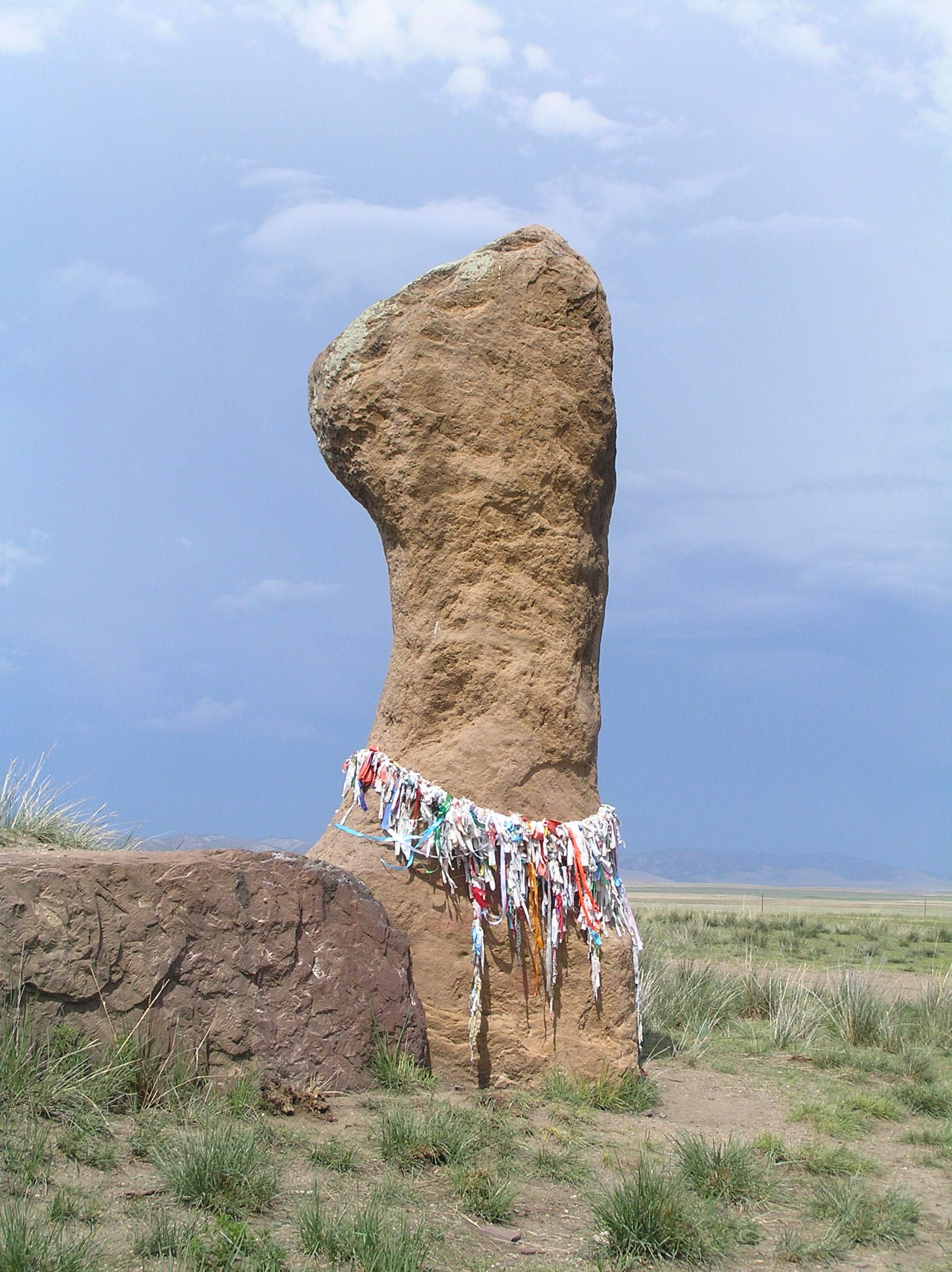

Большо́й Салбы́кский курга́н — крупнейший мегалитический курган бассейна Среднего Енисея. Памятник тагарской культуры. Охраняется государством, работает музей «Древние курганы Салбыкской степи».

## Описание
Расположен в урочище Салбык, в Долине царей, к югу от Батенёвского кряжа в 60 км к северо-западу от Абакана на территории Усть-Абаканского района Республики Хакасия.
Был раскопан в 1954—1956 годах экспедицией Института истории материальной культуры и Хакасского научно-исследовательского института языка, литературы и истории, под руководством С. В. Киселёва.
В 1992, 1994, 1996, 1998, 2008 и 2010 годах Саяно-Алтайской археологической экспедицией Государственного Эрмитажа под руководством Л. С. Марсадолова проводились комплексные археологические и астроархеологические исследования Большого Салбыкского кургана и Долины царей в Хакасии.
Высота насыпи кургана до раскопок — 11,5 м, длина стены каменной ограды — 71 м. Земляная насыпь первоначально достигала высоты около 21 м. К моменту раскопок насыпь сильно оплыла, однако сохранила геометрическую правильность формы, благодаря тому, что «облицовка» кургана была сложена из дерновых пластов с прослойкой из тонкоотмученного глинистого материала. В западной части насыпи имелась яма диаметром до 19 м и глубиной до 5 м — следы грабительских раскопок XVIII века.
В Салбыкской степи в радиусе около 5 км расположено 56 курганов, 5 из которых лишь немногим меньше Большого, а высота остальных составляет 4—6 м. Характерной особенностью для Салбыкской группы курганов является пирамидальная форма насыпи, что особенно хорошо заметно в утренние и вечерние часы.
Впервые описание Большого Салбыкского кургана было составлено в 1739 году российским учёным и путешественником Г. Ф. Миллером во время «Первой академической экспедиции» 1733—1743 годов. В 2010 году вышла книга «Большой Салбыкский курган в Хакасии», в которой подведены итоги исследований экспедиций С. В. Киселёва и Л. С. Марсадолова.

## Галерея

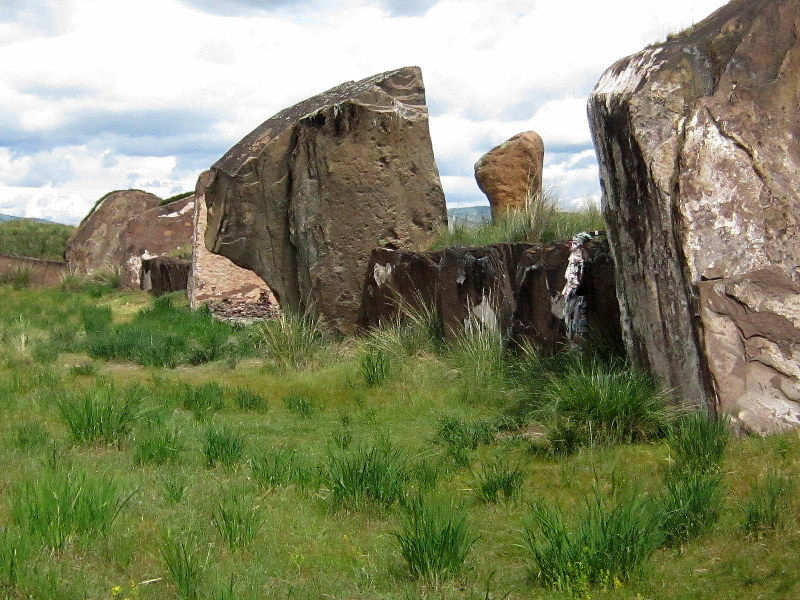
Восточная сторона изнутри
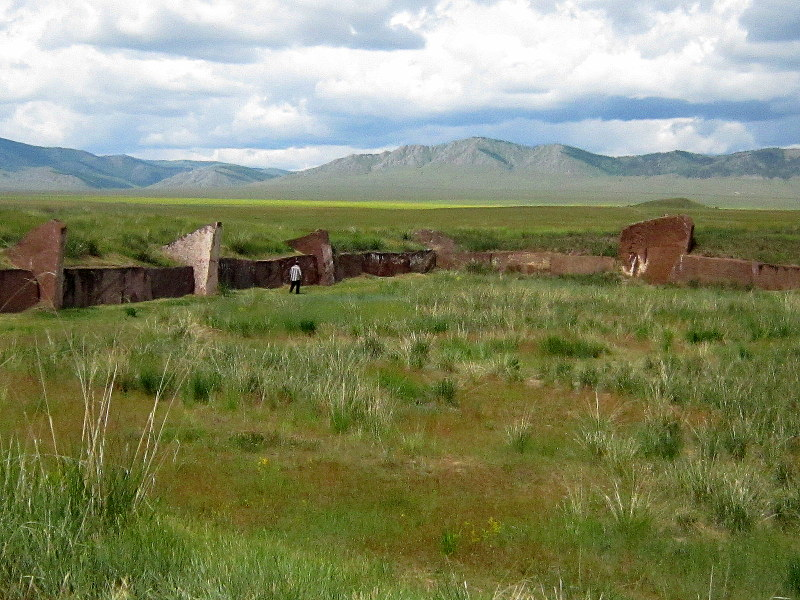
Вид с юга. Вдали Батенёвский кряж
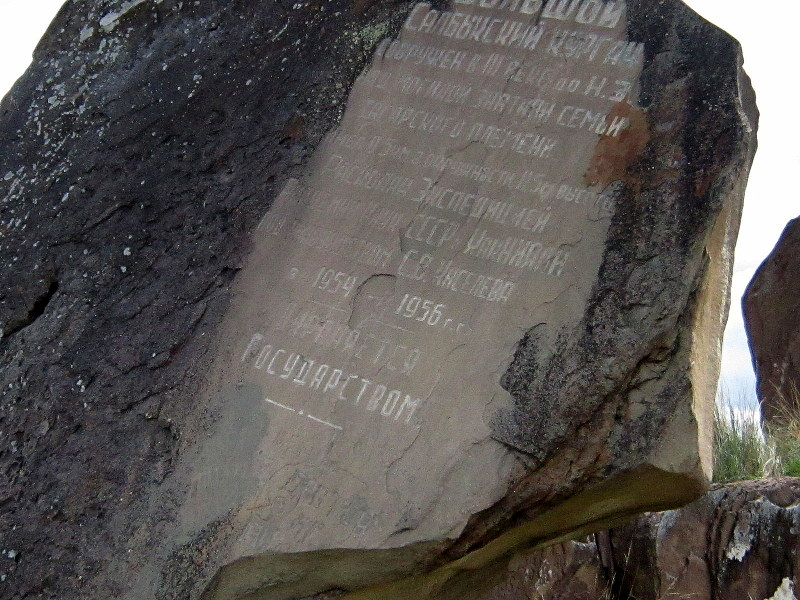
Левый входной камень
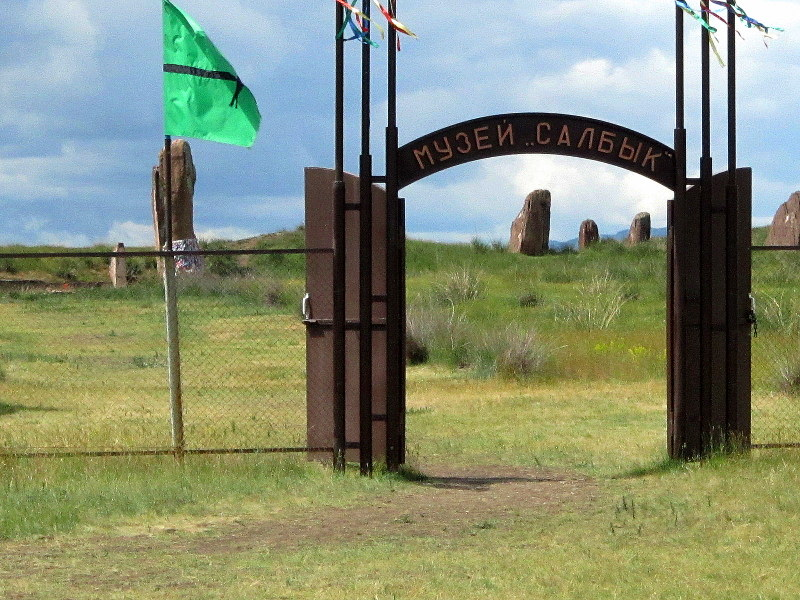
Вход в музей
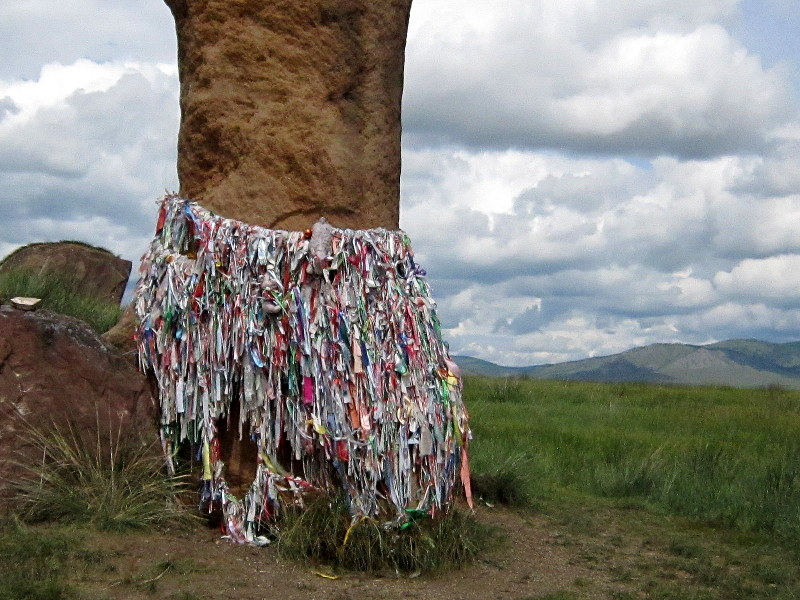
Правый входной камень
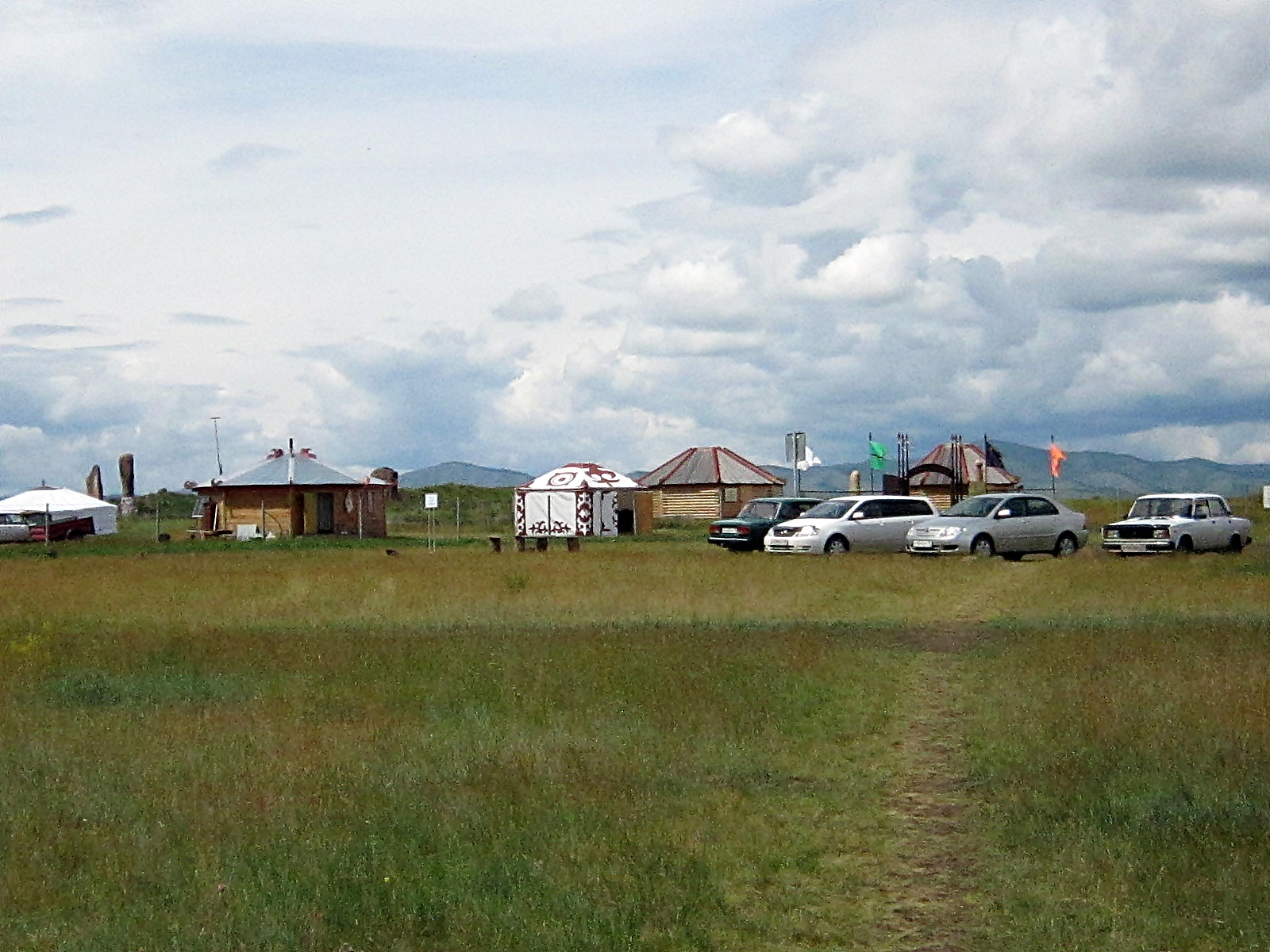
Музей «Салбык»
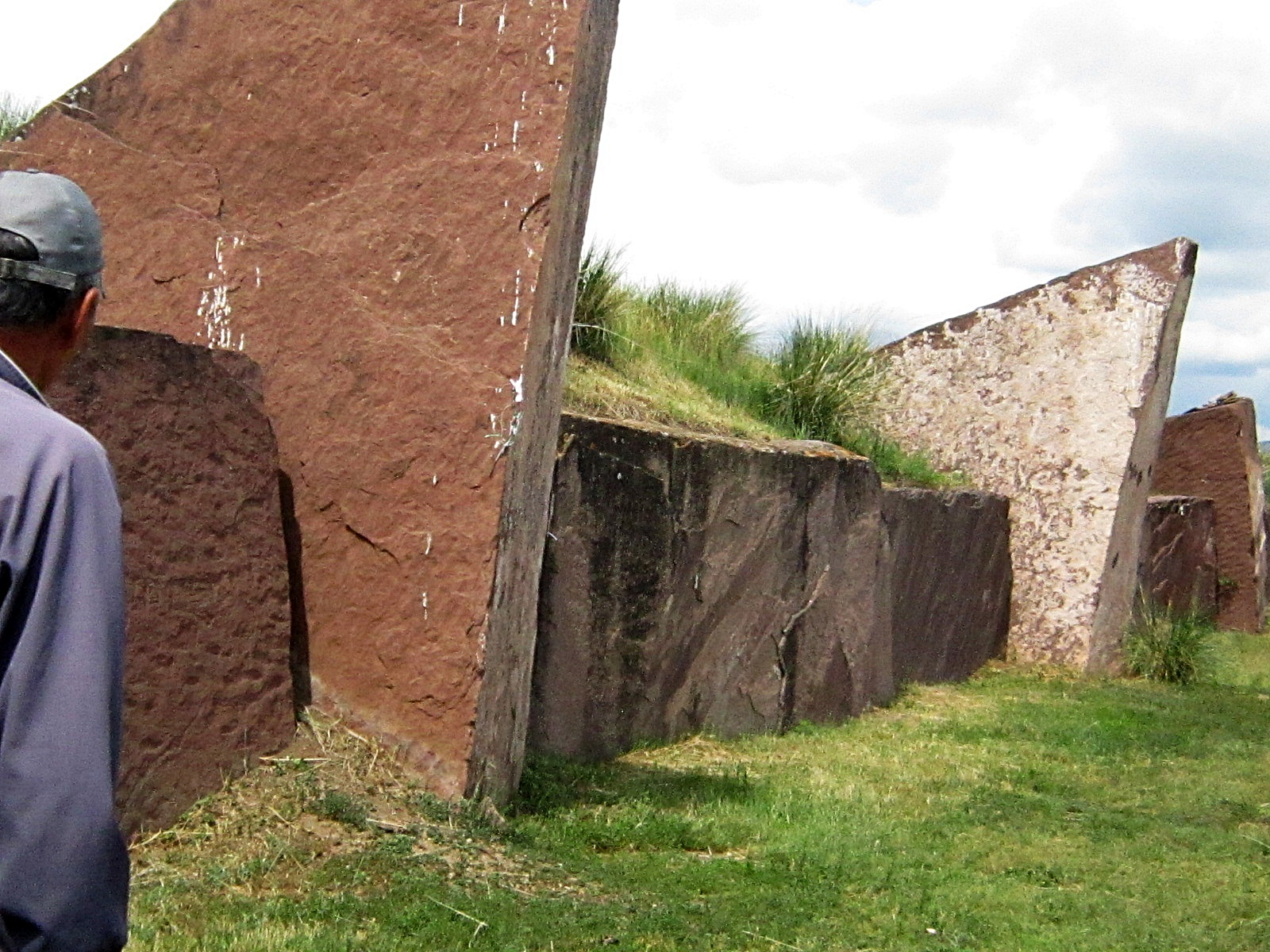
Западная стена изнутри